# Marcin Sychowski
Marcin Przemysław Sychowski (ur. 7 czerwca 1974) – polski prawnik i urzędnik państwowy, w latach 2005–2007 wicewojewoda zachodniopomorski.

## Życiorys
Absolwent Wydziału Prawa i Administracji Uniwersytetu Gdańskiego, uzyskał uprawnienia radcy prawnego. Pracował m.in. jako prawnik w Okręgowym Inspektoracie Służby Więziennej i Urzędzie Miejskim w Mielnie. Został także szefem Civitas Christiana w Koszalinie.
Zaangażował się w działalność polityczną w ramach Prawa i Sprawiedliwości, został szefem jego struktur powiatowych w Koszalinie. W 2002 kandydował do sejmiku zachodniopomorskiego, a w 2004 – do Parlamentu Europejskiego. W 2005 kierował kampanią partii w wyborach parlamentarnych w okręgu koszalińskim. 21 grudnia 2005 został powołany na stanowisko wicewojewody zachodniopomorskiego. Zakończył pełnienie funkcji pod koniec 2007, w tym samym roku bez powodzenia wystartował do Sejmu (wkrótce później opuścił partię).
W 2010 poparł kandydaturę związanego z Platformą Obywatelską Piotra Jedlińskiego na prezydenta Koszalina. Później zaangażował się w działalność Polski Razem, zostając jej koordynatorem okręgowym i startując w wyborach do Parlamentu Europejskiego w 2014. W tym samym roku ubiegał się o mandat w radzie miejskiej Koszalina z listy KWW Prawica i Wolność (w ramach współpracy PR z Kongresem Nowej Prawicy). W 2018 był kandydatem do sejmiku województwa z listy komitetu Kukiz’15. W wyborach parlamentarnych w 2023 został kandydatem Konfederacji Wolność i Niepodległość do Senatu w okręgu nr 100.